# Sportavia RPV
Die Sportavia RPV war eine Drohnen-Entwicklung der Sportavia-Pützer aus dem Jahr 1976.

## Geschichte
Die Entwicklung eines "Remote Piloted Vehicles" (ferngesteuerte Drohne) bei Sportavia-Pützer erfolgte 1976 im Auftrag des Mutterkonzern VFW-Fokker, wo seit Anfang der 70er Jahre ein unbemanntes Kampfflugzeug (UKF) entstehen sollte. Sportavia-Pützer war bereits zu Studien der Ortbarkeit solcher Fluggeräte mit der Sportavia S-5 und C.1 an diesem Projekt beteiligt. Als Folgeauftrag erhielt Sportavia-Pützer von VFW-Fokker einen Studienauftrag zur Entwicklung einer schwer ortbaren Transportdrohne unter der Bezeichnung RPV.
Die Drohne war für einen einmaligen Einsatz mit einer Nutzlast von 500 kg und einer Fluggeschwindigkeit von 200 km/h ausgelegt und für eine Montage unter Feldbedingungen modular aus leichten Elementen zusammengesetzt. Der Aufbau erfolgte in GFK- und Holzbauweise mit minimalen Metallanteilen und erhielt eine gegen Schall- und Wärmeemissionen weitgehend isolierte Schubgondel oberhalb des Flügels. Als Motor wurde ein 70 PS BMW R100 RS Zweizylinder Viertakt-Motor mit Abgaslader vorgesehen. Zum Start wurde das RPV auf einen Startwagen gesetzt. Der Startwagen konnte optional zur Verkürzung der Startstrecke mit einer Feststoffrakete LAR-1 der Firma Dynamit Nobel ausgerüstet werden, die die Startstrecke auf 55 m verkürzte. Als weitere Startoptionen sollten im Rahmen der RPV-Entwicklung Katapultstarts, senkrechte Starts mit Heisswasserraketen und Windenstarts untersucht werden.
Geplant war der Start der RPV-Entwicklung ab 1978 nach Abschluss der Flugerprobung des ferngesteuerten Versuchsträger Fiat G.91R bei VFW-Fokker. Die Serienaufnahme sollte 1984 erfolgen. Allerdings kam die RPV-Entwicklung bei Sportavia-Pützer nicht über die Vorstudie hinaus und wurde später aufgegeben.
Soweit nicht anders angegeben, wurden die Angaben zur Sportavia-Pützer RPV Drohne aus übernommen.

## Technische Daten
| Kenngröße             | RPV-Drohne            |
| --------------------- | --------------------- |
| Besatzung             | -                     |
| Passagiere            | -                     |
| Länge                 | 6,00 m                |
| Spannweite            | 6,00 m                |
| Höhe                  | 1,70 m (Rumpf)        |
| Flügelfläche          | 9,00 m²               |
| Flügelstreckung       | 4                     |
| Gleitzahl             |                       |
| Geringstes Sinken     |                       |
| Nutzlast              | 555 kg                |
| Leermasse             | 319 kg                |
| max. Startmasse       | 874 kg                |
| Reisegeschwindigkeit  | 200 km/h              |
| Höchstgeschwindigkeit |                       |
| Dienstgipfelhöhe      |                       |
| Reichweite            |                       |
| Triebwerke            | 1 × 70 PS BMW R100 RS |